# Michael Schirmer
Michael Schirmer, född i Leipzig och döpt där 18 juli 1606, död  4 maj 1673 i Berlin, var lärare och rektor vid Gymnasium zum Grauen Kloster i Berlin. Han var en av barockens representativa psalmförfattare och författade flera psalmer som finns publicerade bland annat i den danska Psalmebog for Kirke og Hjem.

## Levnadsbeskrivning
Trots enkla förhållanden under barndomsåren genomförde Schirmer framgångsrika gymnasiestudier och blev antagen vid Leipzigs Universitet 1619. Han lade fram en godkänd magisteruppsats 1630. Han blev biträdande rektor för Gymnasium zum Grauen Kloster  i Berlin 1636. Där var han verksam till sin pensionering 1668 efter att ha stigit till rektor och samarbetade med Gotthilf Treuer, då denne var biträdande rektor.
Vid sidan av sin professionella lärarkarriär ägnade han sig på fritiden åt att författa psalmtexter, som i flera fall blev mycket uppskattade. Ofta tillsammans med sina nära vänner Paul Gerhardt, Nicolaus Peucker och Johannes Rist.

## Psalmer
- Nun jauchzet all Ihr Frommen
- O heilger Geist kehr bei uns ein

## Verk i urval
- Biblische Lieder und Lehrsprüche.  Berlin 1650
- Das Buch Jesu Sirach in allerhand Reim-Arten.  Berlin 1655
- Publius Vergilius Maro: Eigentlicher Abriss eines verständigen, tapfferen und frommen Fürsten.  Cölln/Spree 1668. (Översättning till tyska).
- Constantinopel ... ist vom Türcken Machometh ... geplündert.  Berlin 1669